# Sang-e Čārak
Sang-e Čārak (también se encuentra como Sang Čarak o Sang Charak) es una ciudad de Afganistán que pertenece a la provincia de Jawzjān.
Su población estimada es de 15.956 habitantes (2007).
Su ubicación geogrática está en las coordenadas 35° 85' norte y 66° 45' este.